# Babiči
Babiči este o localitate din comuna Koper, Slovenia, cu o populație de 301 locuitori.